# Eleição municipal de Canoas em 2016
A eleição municipal de Canoas em 2016 foi realizada para eleger um prefeito, um vice-prefeito e 21 vereadores no município de Canoas, no estado brasileiro do Rio Grande do Sul. Foram eleitos Luiz Carlos Ghiorzzi Busato (Partido Trabalhista Brasileiro) e Gisele Gomes Uequed para os cargos de prefeito(a) e vice-prefeito(a), respectivamente.
 Como nenhum dos candidatos ao cargo majoritário recebeu mais da metade do votos válidos, houve um novo escrutínio entre Lucia Elisabeth Colombo Silveira e Luiz Carlos Ghiorzzi Busato em 30 de outubro de 2016, sendo que a chapa de Luiz Carlos Ghiorzzi Busato ganhou com 51.25% dos votos válidos. Seguindo a Constituição, os candidatos são eleitos para um mandato de quatro anos a se iniciar em 1º de janeiro de 2017. A decisão para os cargos da administração municipal, segundo o Tribunal Superior Eleitoral, contou com 247 770 eleitores aptos e 41 888 abstenções, de forma que 16.91% do eleitorado não compareceu às urnas naquele turno.Já no segundo turno, foram contabilizadas 50 482 ausências, configurando 20.37% de abstenções. Cidade é o 3° maior colégio eleitoral do estado, com 247.770 mil eleitores. 

## Antecedentes
Na eleição que antecedeu a de 2016, no ano de 2012, o prefeito reeleito no 1º turno com aproximadamente 71% dos votos válidos foi Jairo Jorge do Partido dos Trabalhadores (PT), que já havia sido prefeito de Canoas. Na eleição de 2014, disputou o cargo de prefeito com outros cinco candidatos:  Coffy Rodrigues (PSDB), Gisele Uequed (PTN), João Ilha (PHS), Paulo Sérgio (PSOL) e Varner Ripoll (Maradona) (PSTU). O município de Canoas possui 323.827 habitantes e 228.802 eleitores. 

## Campanha
A campanha eleitoral para prefeito da cidade de Canoas em 2016 foi disputada por quatro candidatos: Beth Colombo (PRB), Felipe Martini (PSDB), Luiz Carlos Busato (PTB) e Paulo Sérgio (PSOL).  A disputa eleitoral foi para o segundo turno que ficou entre Beth Colombo e Luiz Carlos Busato. No dia 30 de outubro a vitória do candidato do PTB foi confirmada com aproximadamente 51% dos votos válidos. O petebista fazia oposição ao antigo prefeito Jairo Jorge (PT) enquanto sua adversária seria a sucessora do petista. Apesar da campanha ter sido marcada por uma troca de acusações entre os adversários, Busato assumiu um tom neutro em seu discurso de posse e alegou que irá fazer um governo  para toda a Canoas.

## Resultados

### Eleição municipal de Canoas em 2016 para Prefeito - 1º turno
A eleição para prefeito contou com 4 candidatos em 2016: Lucia Elisabeth Colombo Silveira do Partido Republicano Brasileiro, Luis Felipe Mahfuz Martini do Partido da Social Democracia Brasileira, Luiz Carlos Ghiorzzi Busato do Partido Trabalhista Brasileiro, Paulo Sergio da Silva do Partido Socialismo e Liberdade que obtiveram no primeiro turno, respectivamente, 71 952, 22 594, 58 616, 3 973 votos. O Tribunal Superior Eleitoral também contabilizou 16.91% de abstenções nesse turno. Já que nenhum candidato recebeu mais da metade dos votos válidos, houve um segundo turno entre Lucia Elisabeth Colombo Silveira e Luiz Carlos Ghiorzzi Busato em 2 de outubro de 2016.
| Candidato(a)                           | Vice                         | Coligação                                                                                        | Votos recebidos | Percentual |
| -------------------------------------- | ---------------------------- | ------------------------------------------------------------------------------------------------ | --------------- | ---------- |
| Lucia Elisabeth Colombo Silveira (PRB) | Mario Luis Cardoso           | BOM PRB / PT / PDT / PP / PSB / PCdoB / PROS / PPS / PSD / PV / PTC / PTN / PHS / SD             | 71.952          | 45.79%     |
| Luiz Carlos Ghiorzzi Busato (PTB)      | Gisele Gomes Uequed          | Por uma Canoas de Verdade PMN / PTB / PSDC / PEN / PT do B / REDE / PRTB / PRP / PMDB / PR / PSC | 58.616          | 37.3%      |
| Luís Felipe Mahfuz Martini (PSDB)      | Roberto Junior Nunes Feijó   | Para Unir Canoas DEM / PSDB                                                                      | 22.594          | 14.38%     |
| Paulo Sergio da Silva (PSOL)           | Ceni Teresinha Ferraz Bonato | Partido Socialismo e Liberdade (sem coligação)                                                   | 3.973           | 2.53%      |

### Eleição municipal de Canoas em 2016 para Prefeito - 2º turno
A decisão para o cargo de prefeito e vice-prefeito ocorreu no segundo turno da eleição. A disputa entre os candidatos Lucia Elisabeth Colombo Silveira do Partido Republicano Brasileiro e Luiz Carlos Ghiorzzi Busato do Partido Trabalhista Brasileiro e seus respectivos vices, Mario Luis Cardoso e Gisele Gomes Uequed, foi decidida em 30 de outubro de 2016 com a apuração pelo Tribunal Superior Eleitoral de 164 650 votos, excluindo 11 309 votos brancos e 21 329 votos nulos. A chapa de Luiz Carlos Ghiorzzi Busato venceu com 51.25% dos votos válidos. Houve 20.37% de abstenções no segundo turno.
| Candidato(a)                           | Vice                | Coligação                                                                                        | Votos recebidos | Percentual |
| -------------------------------------- | ------------------- | ------------------------------------------------------------------------------------------------ | --------------- | ---------- |
| Luiz Carlos Ghiorzzi Busato (PTB)      | Gisele Gomes Uequed | Por uma Canoas de Verdade PMN / PTB / PSDC / PEN / PT do B / REDE / PRTB / PRP / PMDB / PR / PSC | 84387           | 51.25%     |
| Lucia Elisabeth Colombo Silveira (PRB) | Mario Luis Cardoso  | BOM PRB / PT / PDT / PP / PSB / PC do B / PROS / PPS / PSD / PV / PTC / PTN / PHS / SD           | 80263           | 48.75%     |

### Eleição municipal de Canoas em 2016 para Vereador
Na decisão para o cargo de vereador na eleição municipal de 2016, foram eleitos 21 vereadores com um total de 171 440 votos válidos. O Tribunal Superior Eleitoral contabilizou 16 779 votos em branco e 17 663 votos nulos. De um total de 247 770 eleitores aptos, 41 888 (16.91%) não compareceram às urnas no primeiro turno.
| Nome                              | Partido político                       | Coligação                                       | Votos recebidos | Percentual |
| --------------------------------- | -------------------------------------- | ----------------------------------------------- | --------------- | ---------- |
| Dario Francisco da Silveira       | Partido Democrático Trabalhista (PDT)  | Partido Democrático Trabalhista (sem coligação) | 3555            | 2.07%      |
| Carlos Alexandre Goncalves        | Partido Popular Socialista (PPS)       | Partido Popular Socialista (sem coligação)      | 3377            | 1.97%      |
| Paulo Rogerio Ambieda             | Partido dos Trabalhadores (PT)         | Partido dos Trabalhadores (sem coligação)       | 3364            | 1.96%      |
| Jozir Bernardes Prestes           | Partido Progressista (PP)              | Partido Progressista (sem coligação)            | 3295            | 1.92%      |
| Cesar Augusto Ribas Moreira       | Partido Republicano Brasileiro (PRB)   | Partido Republicano Brasileiro (sem coligação)  | 3221            | 1.88%      |
| Jose Carlos Patricio              | Partido Social Democrático (PSD)       | Partido Social Democrático (sem coligação)      | 3111            | 1.81%      |
| Cezar Paulo Mossini               | Movimento Democrático Brasileiro (MDB) | Canoas Mais                                     | 2868            | 1.67%      |
| Aloisio Bamberg                   | Partido Comunista do Brasil (PCdoB)    | Partido Comunista do Brasil (sem coligação)     | 2827            | 1.65%      |
| Emilio Millan Neto                | Partido dos Trabalhadores (PT)         | Partido dos Trabalhadores (sem coligação)       | 2612            | 1.52%      |
| Humberto da Silva Araujo          | Partido Trabalhista Brasileiro (PTB)   | Partido Trabalhista Brasileiro (sem coligação)  | 2596            | 1.51%      |
| Braulio Santana Pedroso           | Partido Trabalhista Brasileiro (PTB)   | Partido Trabalhista Brasileiro (sem coligação)  | 2449            | 1.43%      |
| Marcus Vinicius Machado           | Partido Democrático Trabalhista (PDT)  | Partido Democrático Trabalhista (sem coligação) | 2344            | 1.37%      |
| Juares Carlos Hoy                 | Partido Trabalhista Brasileiro (PTB)   | Partido Trabalhista Brasileiro (sem coligação)  | 2326            | 1.36%      |
| Jose Carlos Claudino              | Solidariedade (SD)                     | Solidariedade (sem coligação)                   | 2310            | 1.35%      |
| Maria Eunice Dias Wolf            | Partido dos Trabalhadores (PT)         | Partido dos Trabalhadores (sem coligação)       | 2186            | 1.28%      |
| Marcio Cristiano Prado de Freitas | Partido Democrático Trabalhista (PDT)  | Partido Democrático Trabalhista (sem coligação) | 2165            | 1.26%      |
| Ivo Fiorotti                      | Partido dos Trabalhadores (PT)         | Partido dos Trabalhadores (sem coligação)       | 2095            | 1.22%      |
| Eric Douglas Dorneles Feijo       | Partido Trabalhista Brasileiro (PTB)   | Partido Trabalhista Brasileiro (sem coligação)  | 2080            | 1.21%      |
| Eracildo Guilherme Linck          | Movimento Democrático Brasileiro (MDB) | Canoas Mais                                     | 1889            | 1.1%       |
| Gilson dos Santos Oliveira        | Partido Progressista (PP)              | Partido Progressista (sem coligação)            | 1836            | 1.07%      |
| Cristiano Ferreira Moraes         | Partido Verde (PV)                     | Partido Verde (sem coligação)                   | 1269            | 0.74%      |

## Análise
O clima de tensão foi intenso no segundo turno, os candidatos chegaram a inclusive solicitar quebra de sigilo bancário e apuração de um suposto caixa 2 durante a campanha. O prefeito eleito Luiz Carlos Busato, 67 anos, vive na cidade há 60 anos e já ocupou diversos cargos públicos; entre eles vereador, secretário municipal, secretário estadual, deputado federal e a partir de 2016 também o cargo de prefeito. O prefeito possui um filho que é um cantor sertanejo e houve uma polêmica quando o petebista, em janeiro, nomeou seu filho para a secretaria de comunicação e mais outros três nomes ligados à carreira artística do filho cantor. Quinze dias após a nomeação o filho foi afastado da pasta alegando que a indicação ao cargo feria legislação antinepotismo.